# درون‌هاگ
درون‌هاگ (انگلیسی: Endospore) هاگی است که در شرایط کمبود مواد غذایی تشکیل می‌شود و معمولاً در برابر گرما و خشکی و عوامل ضدمیکروبی و تابش، مقاوم‌تر از یاخته‌های رویا است.